# Tetracanthella fluorina
Tetracanthella fluorina är en urinsektsart som beskrevs av Raynal 1972. Tetracanthella fluorina ingår i släktet Tetracanthella och familjen Isotomidae. Inga underarter finns listade i Catalogue of Life.